# 绵毛石楠
绵毛石楠（学名：Photinia lanuginosa）是蔷薇科石楠属的植物，是中国的特有植物。分布在中国大陆的湖南等地，生长于海拔150米的地区，见于林中，目前尚未由人工引种栽培。